# Arma: Armed Assault
Arma: Armed Assault (in den USA Arma: Combat Operations) ist ein von Bohemia Interactive entwickelter Taktik-Shooter und das erste Spiel der Arma-Reihe. Veröffentlicht wurde das Spiel 2003 von 505 Games (Australien, Europa), IDEA Games (Tschechien), Licomp.Empik.Multimedia (Polen), Morphicon (Deutschland), akella (Russland) und Atari SA (USA und Japan).
Arma galt als geistiger Nachfolger des 2001 zusammen mit Codemasters veröffentlichten Operation Flashpoint: Cold War Crisis, an dem der Publisher die Namensrechte hielt. Im Juni 2009 erschien mit Arma 2 ein Nachfolger.

## Handlung
Armed Assault spielt auf der fiktiven, jedoch an die Topographie einer karibischen Insel angelehnten Insel Sahrani. Der sozialistische Norden (die Demokratische Republik Sahrani) bedroht den monarchistischen Süden (das Königreich Süd-Sahrani), dieser steht wiederum unter US-Protektion. Die politische Lage erinnert an die der beiden koreanischen Staaten. Insgesamt erstreckt sich der Einzelspielermodus über eine Kampagne, die in 20 Haupt- und viele Nebenmissionen unterteilt ist. Letztere können die Hauptmissionen wesentlich vereinfachen oder auch negativ auf die Story wirken. Wenn der Spieler beispielsweise in einer Hauptmission wegen der feindlichen Truppenstärke nicht weiterkommt, kann er versuchen, mit dem Scharfschützengewehr in einer Nebenmission die Verstärkung der Feinde auszuschalten, diese kommt dann in der Hauptmission nicht mehr. Pro Hauptmission können bis zu 3 Nebenmissionen erfüllt werden, darum muss der Spieler seine Taktik immer wieder überdenken. In wenigen Fällen steht dem Spieler gar keine Nebenmission zur Verfügung. So kann er zum Beispiel in der ersten Mission aussuchen, ob er entweder die Bewachung des Feindlagers schwächt, wie oben genannt die Verstärkung ausschaltet oder die Hauptmission ganz ohne Hilfe schafft, was allerdings sehr schwierig sein kann.

## Spielprinzip
Arma ist ein Vertreter des Taktik-Shooter-Genres. Entgegen anderen Spielen dieser Art, wie Battlefield oder Joint Operations: Typhoon Rising, wird in Arma besonderes Augenmerk auf langsames, vorsichtiges Taktieren gelegt. Der Erfolg einer Mission hängt unter anderem von der eigenen Reaktionsfähigkeit oder Treffsicherheit (vgl. Ego-Shooter) als auch vom Gebrauch verschiedenster Strategien und Teamarbeit ab. Zu diesem Zweck stellt das Spiel ein Squad-System zur Verfügung, das die Vergabe von Befehlen regelt und Zusammenarbeit fördern soll.
Der hohe Realismusgrad bewirkt, dass der Spieler nur wenige Treffer erhalten darf, bis er kampfunfähig wird. Im Spiel führt das dazu, dass der Spieler vorsichtiger und planvoller vorgehen muss.
Neben der Rolle eines Infanteristen erlaubt Armed Assault dem Spieler, sich als Fahr- oder Flugzeugbesatzung zu betätigen, bietet hier aber nicht die Komplexität richtiger Simulationen. Oft erreicht das betreffende Gefährt erst mit mehreren Besatzungsmitgliedern seine volle Einsatzfähigkeit.

## Entwicklung
Armed Assault ist der inoffizielle Nachfolger von Bohemias Taktik-Shooter Operation Flashpoint, dessen Markenrechte jedoch beim britischen Publisher Codemasters lagen. Aufgrund der marginalen Veränderungen wurde vielfach auch von Operation Flashpoint 1.5 gesprochen. ArmA galt lange Zeit als Zwischenschritt zu Bohemia Interactives Projekt mit dem Arbeitstitel „Game 2“, welches mittlerweile offiziell als Arma 2 angekündigt wurde und dessen Verkauf im Mai 2009 begonnen hat. Armed Assault vereint die Erfahrungen von Operation Flashpoint: Elite (Xbox), Operation Flashpoint: Resistance und der für das Militär entwickelten Simulation VBS 1.
Gegenüber Operation: Flashpoint bietet Armed Assault eine verbesserte Grafikengine, die eine höhere Sichtweite von bis zu 10 km, detailliertere Fahrzeuge und Gebäude, eine realistische Vegetation und moderne Shadereffekte erlaubt. Des Weiteren wurde ein erweitertes Schadensmodell für Fahrzeuge und Personen, eine Physik-Engine, Voice-over-IP-Unterstützung, multiple Schützenpositionen, mehr Autosave-Punkte, Charakterauswahl innerhalb des Spiels, CTI über die ganze Insel, „Join in Progress“ im Mehrspieler und einen verbesserten Netcode, der je nach Server Onlineschlachten mit 100 Spielern ermöglicht, eingeführt. Darüber hinaus entspricht die Spielmechanik der von Operation Flashpoint, die in den Details wie Kommandieren und Fahrzeugsteuerung leicht modifiziert wurde, um den Spielablauf zu beschleunigen.
Ebenfalls wurde Armed Assault für Neueinsteiger angepasst, indem der Realismusgrad in der Standardeinstellung reduziert wurde, dieser kann jedoch ohne Probleme in den Einstellungen angehoben werden. So bietet ArmA für Anfänger ein feststehendes Fadenkreuz und Zielhilfen.

## Missionseditor, Modifikationen und Community
Wie auch bei Operation Flashpoint spielt bei Armed Assault die Community eine Rolle. Bohemia Interactive beteiligte während der Entwicklung die Entwickler der Modifikationen und versorgte diese vorab mit Informationen zum Spiel. Ein beiliegender Editor erlaubt Spielern das Erstellen eigener Szenarien und Missionen.

## Rezeption
Der Grund für die schlechte Bewertung der Computer Bild Spiele ist, dass dort die Verkaufsversion getestet wurde. Die anderen Zeitschriften benutzten nur eine Alpha-Version. In der Verkaufsversion des Spiels wurde nachträglich ein Kopierschutz eingebaut, aufgrund dessen berechnete die künstliche Intelligenz alles nur in Zeitlupe. Somit war das komplette Spiel unspielbar. Dies wurde aber mit dem ersten Patch verbessert.

## Arma: Queen’s Gambit
Am 27. September 2007 erschien die Erweiterung Queen’s Gambit, die das Grundspiel um die beiden Kampagnen Royal Flush und Rahmadi Conflict erweitert. Daneben bietet die Erweiterung die neue Insel Porto Island, neue Infrastruktur auf der Insel Sahrani, die Mehrspielermissionen Battle of Porto, Urban Raid und Sector Control, neue Charaktere, neue Fahrzeuge, eine neue Waffe und den Software-Patch 1.08 mit diversen technischen Verbesserungen. DemoNews.de bewertete die Erweiterung mit 84 %, GameStar mit 77 %.